# Appietto
Appietto (còrso: Appiettu dal significato toscano medievale a caso, a casaccio) è un comune francese di 1 479 abitanti situato nel dipartimento della Corsica del Sud nella regione della Corsica.
È situato a 17 chilometri da Aiaccio. Le frazioni più antiche sono Teppa, Piuvanaccia e Marchesaccio, l'altitudine massima è di 480 metri, mentre il resto del comune si compone di parecchi vecchi piccoli villaggi (Volpaja, Lava, Listincone, Picchio, Piscia Rossa) e di assegnazioni recenti (Monte Nebbio, Chiosu Vecchiu, Marina di Lava, Vanghone, Filletta).  Il territorio comunale si estende su 34,41 km²

## Società

### Evoluzione demografica
Abitanti censiti